# Улица Мартиня (Рига)
Улица Ма́ртиня (латыш. Mārtiņa iela) — улица в Курземском районе города Риги, в историческом районе Агенскалнс. Начинается от улицы Даугавгривас, пролегает в западном и юго-западном направлении до перекрёстка с улицей Алисес.
Общая длина улицы Мартиня составляет 537 метров. Участок между улицами Слокас и Баложу сохраняет историческое булыжное покрытие, остальная часть улицы Мартиня асфальтирована. На всём протяжении разрешено движение в обоих направлениях. Общественный транспорт не курсирует, однако на улице Слокас есть остановка трамвая и автобуса «Mārtiņa iela».

## История
Улица Мартиня впервые обозначена на планах города Риги за 1876 год — как проезд без названия, соединяющий нынешние улицы Даугавгривас и Слокас. Неофициально в этот период упоминается как Церковная улица (нем. Kirchenstrasse, латыш. Baznīcas iela), поскольку рядом располагается церковь Святого Мартина. Под своим нынешним названием (нем. Martinstrasse, рус. Мартыновская улица) — по той же церкви — показана на городских планах за 1880/1883 год. Наименование улицы более никогда не изменялось.
В 1897 году улица Мартиня продлена до ул. Баложу, а в начале XX века был разработан проект продолжения улицы Мартиня значительно далее на юго-запад, до улицы Маргриетас. Но в 1939 году отрезок от ул. Дрейлиню до ул. Маргриетас был отнесён к улице Валентина, а на участке от ул. Алисес до ул. Дрейлиню улица так и не была проложена — здесь сохранялся остаток леса бывшего поместья Шварцмуйжа; в 1958—1962 годах на его месте построен жилой массив Агенскалнские Сосны.

## Галерея

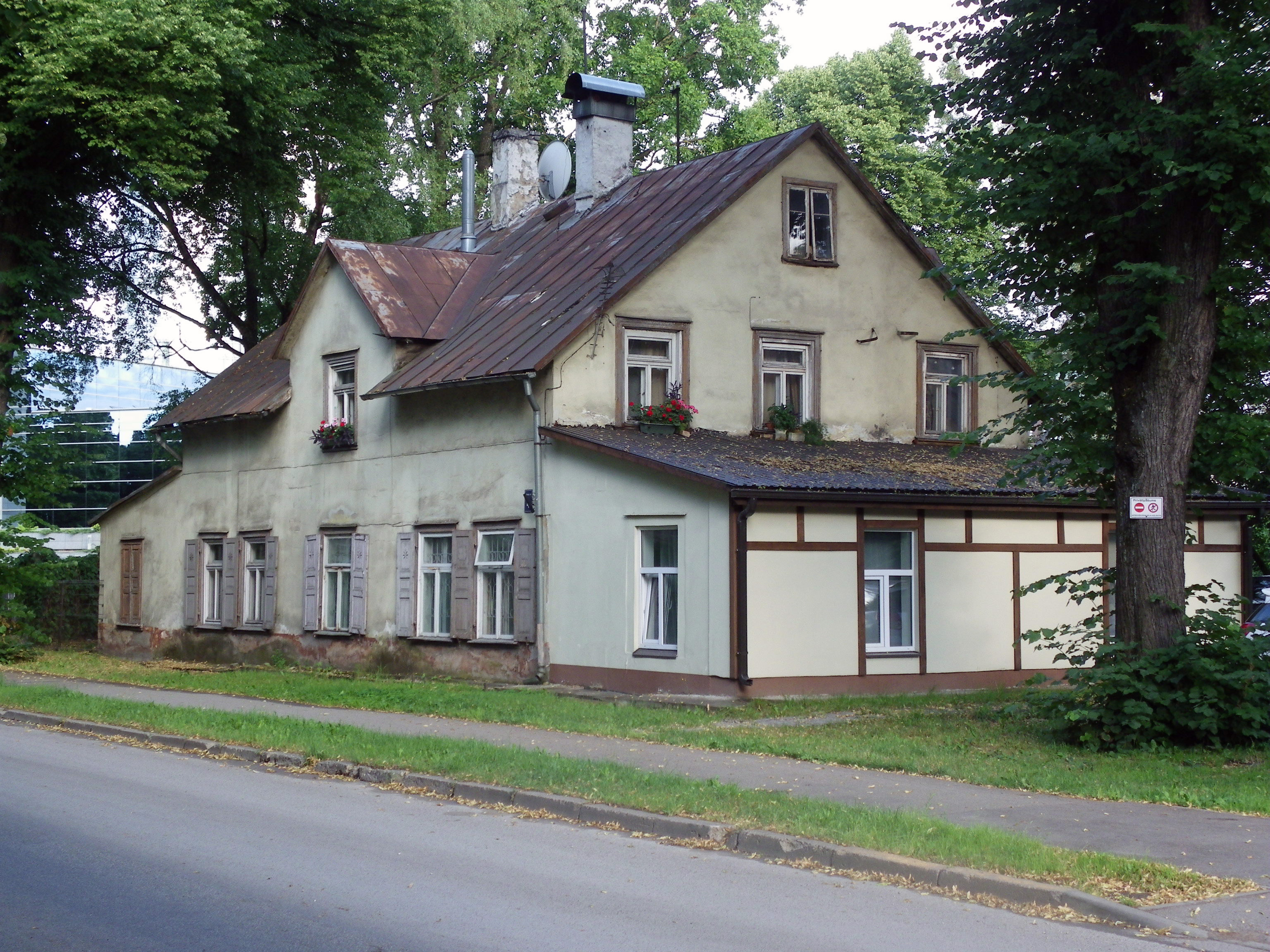
Дом № 4
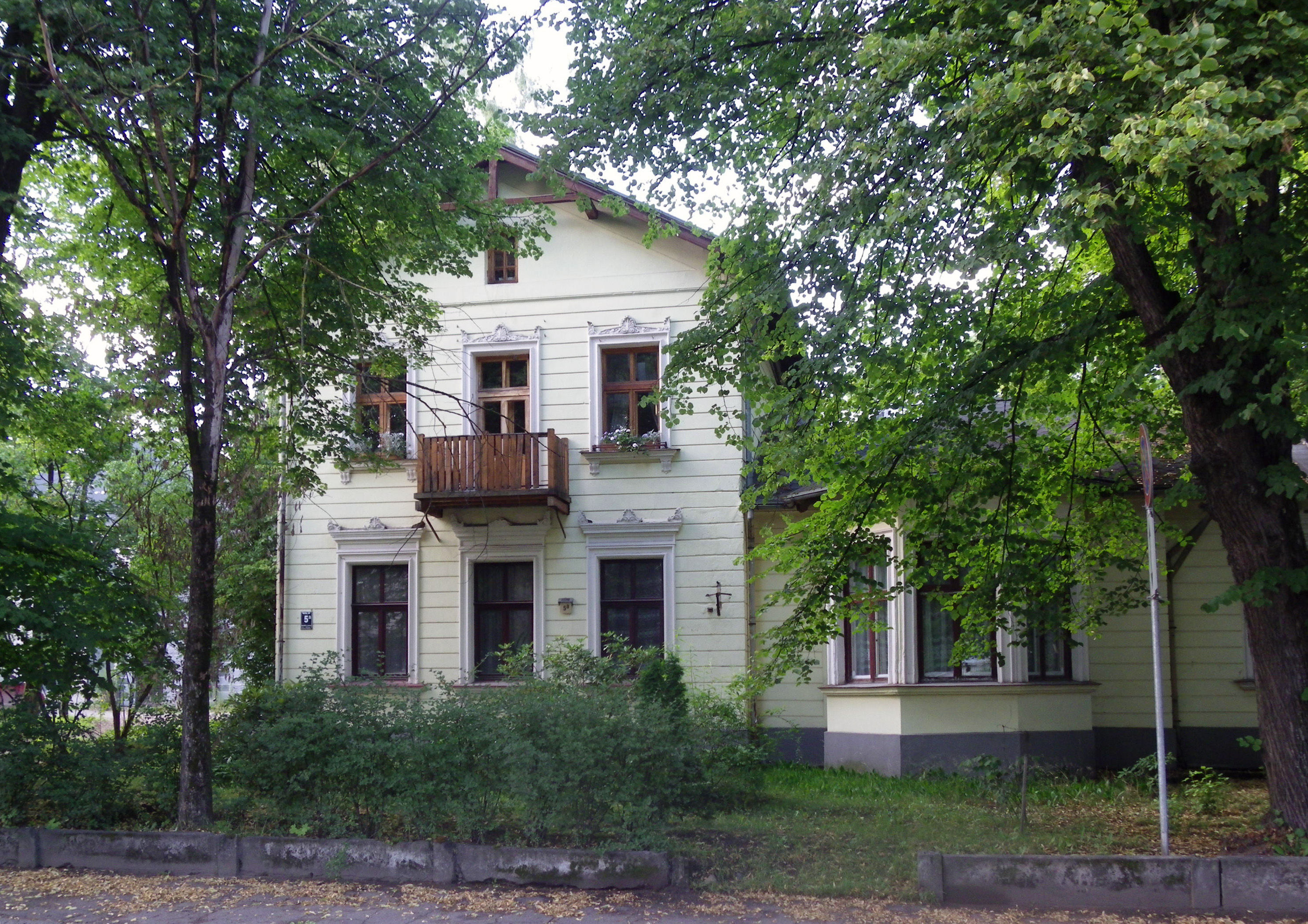
Дом № 5a
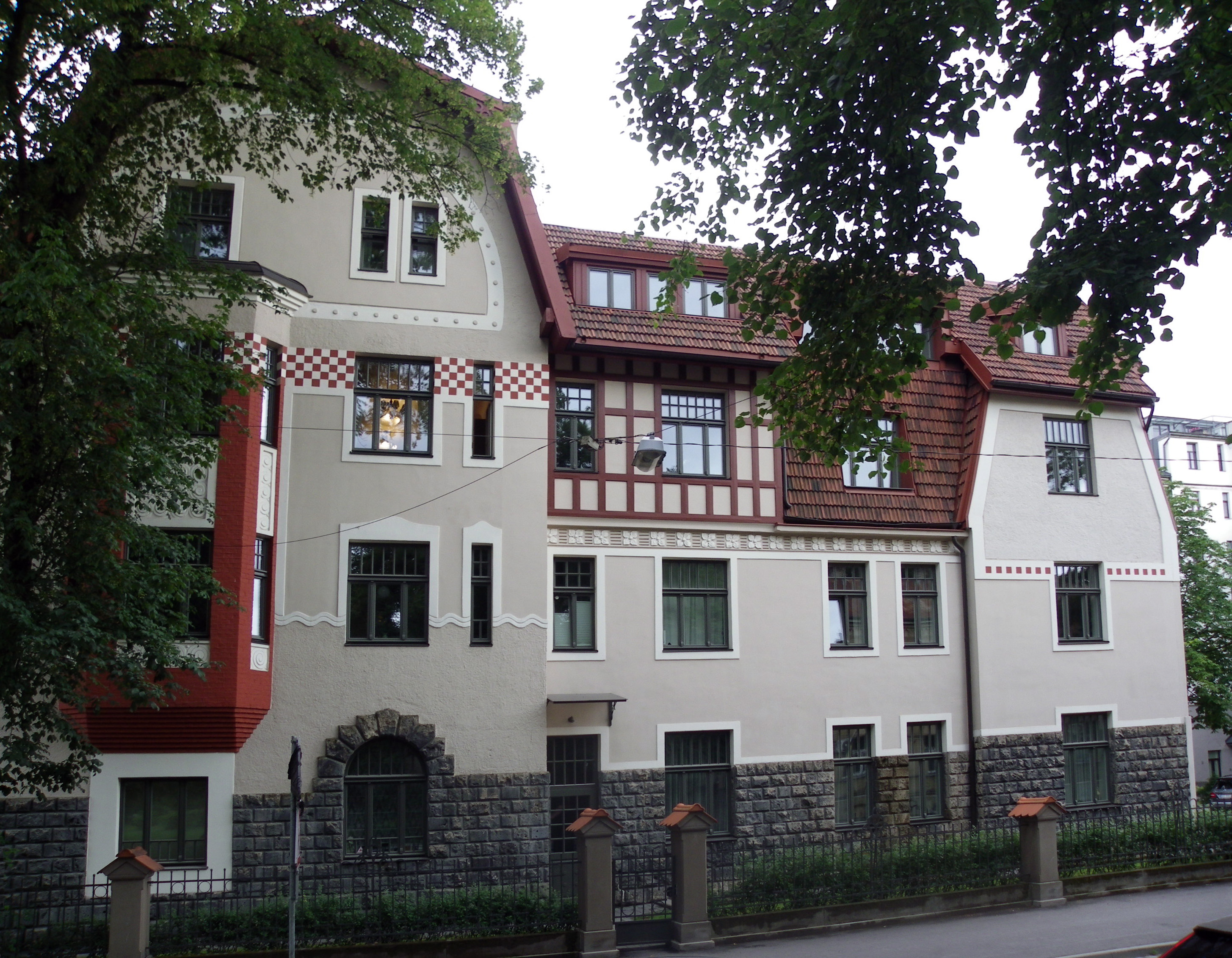
Ул. Слокас, 31 (фасад по ул. Мартиня)
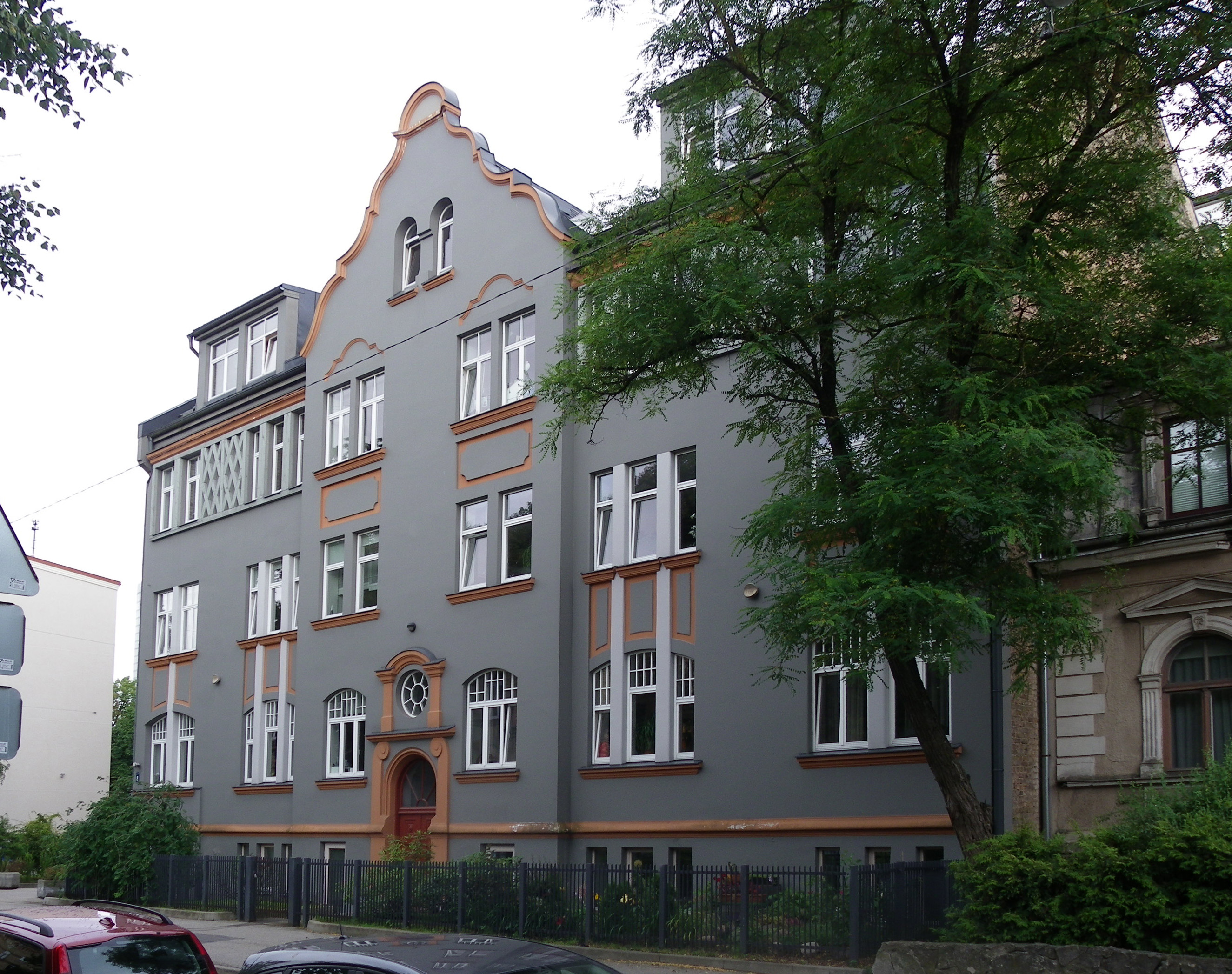
Дом № 8
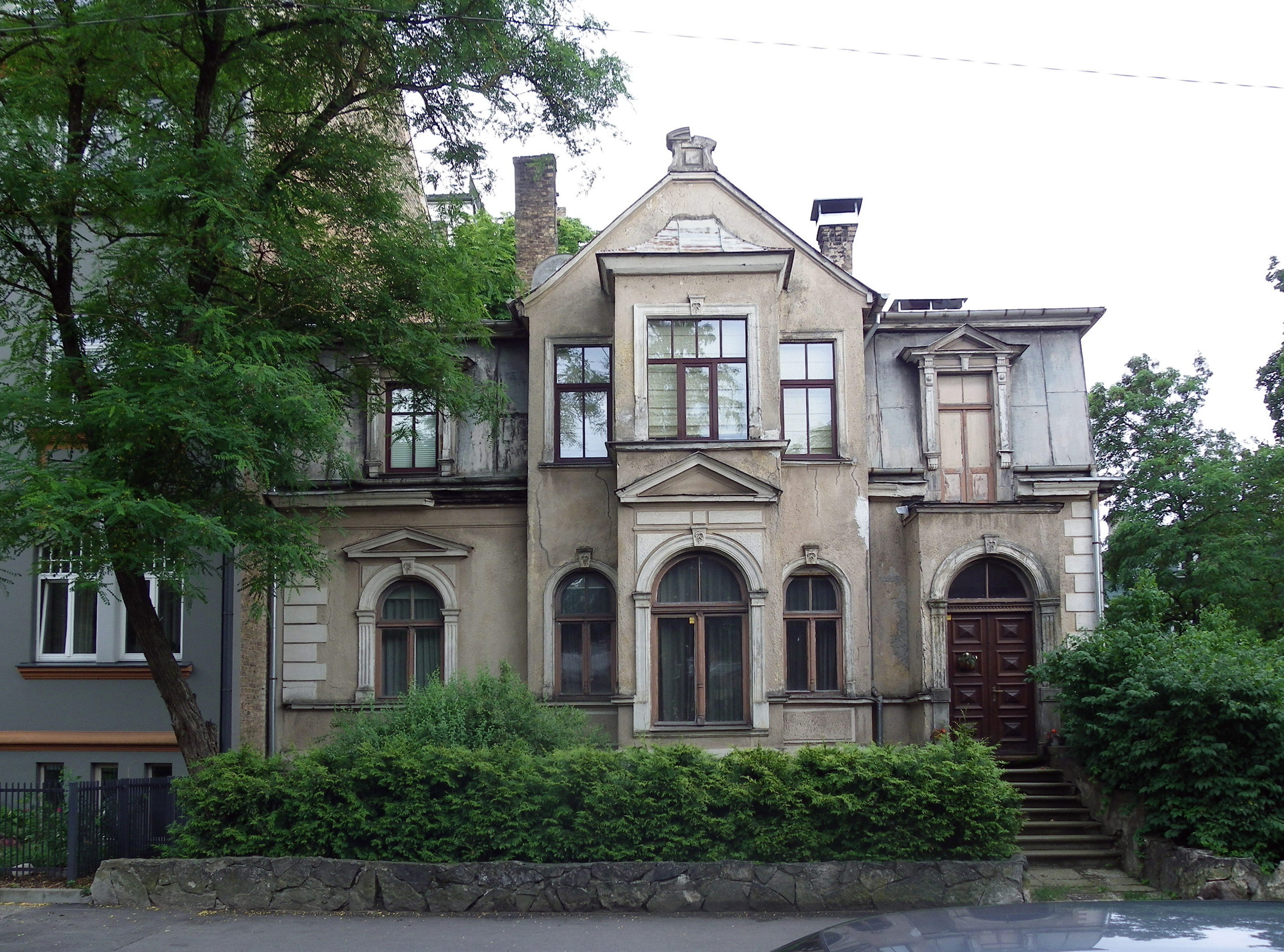
Ул. Баложу, 26 k-1 (фасад по ул. Мартиня)
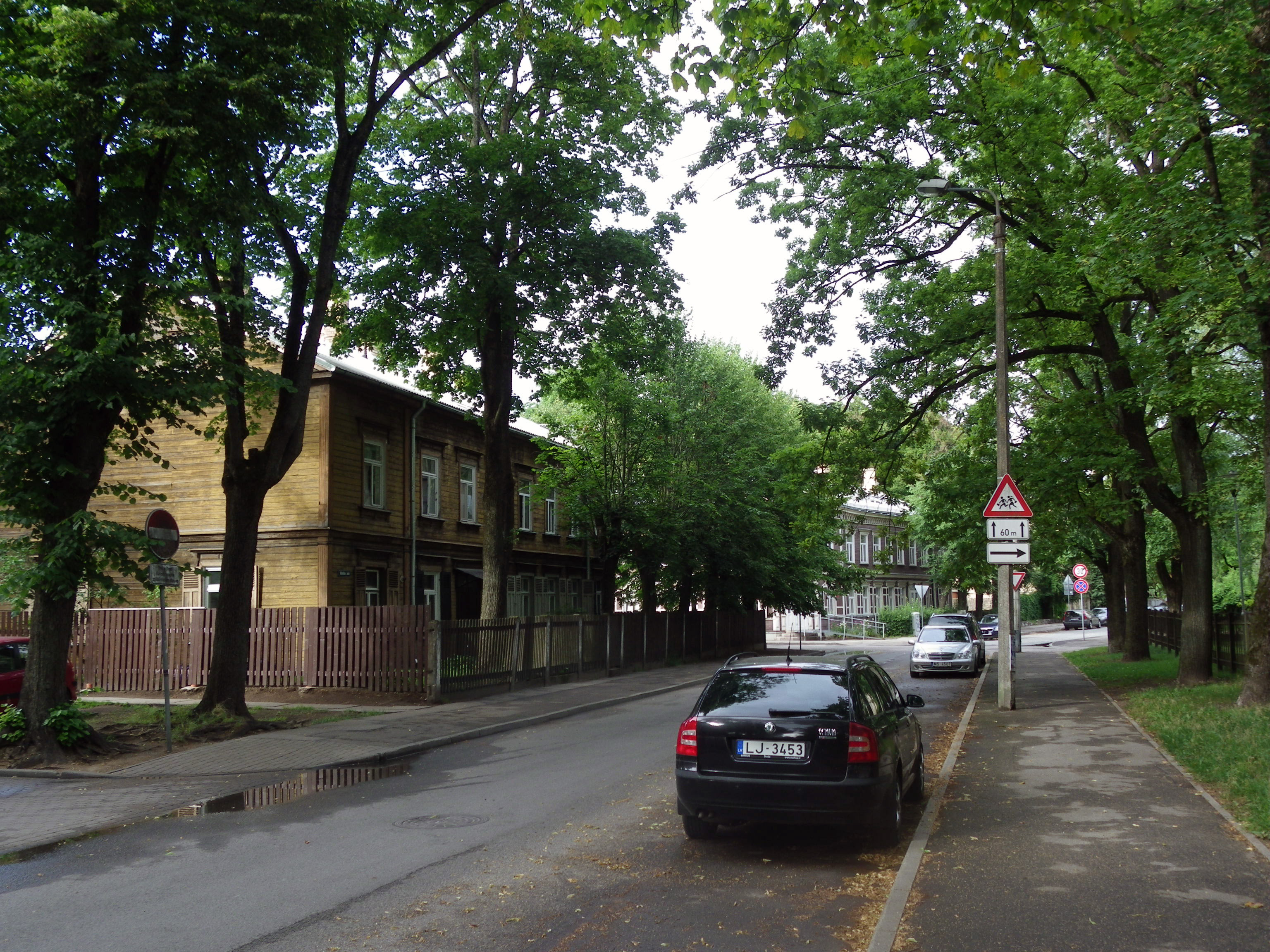
Вид на перекрёсток с ул. Баложу
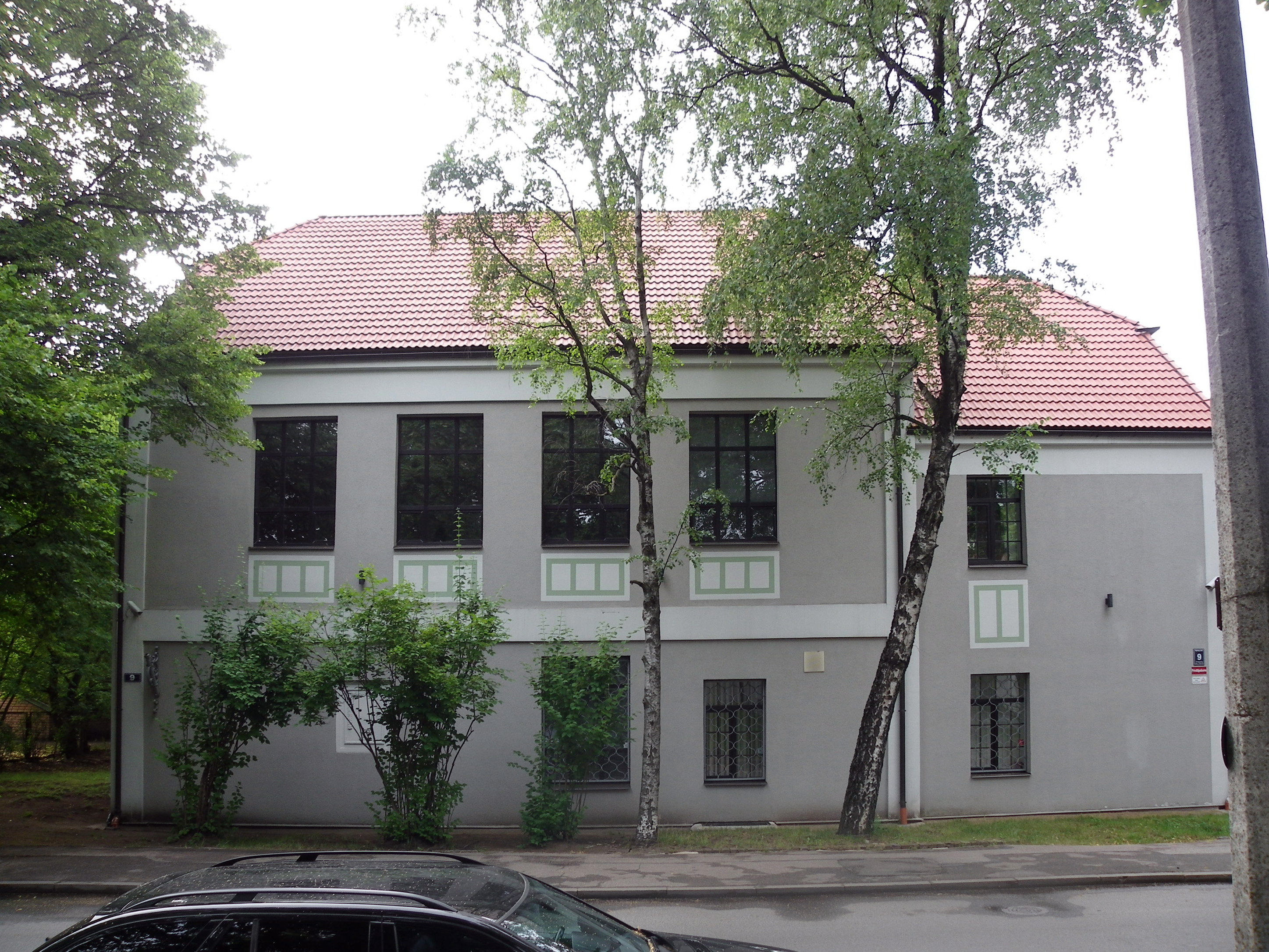
Дом № 9

## Прилегающие улицы
Улица Мартиня пересекается со следующими улицами:
- улица Даугавгривас
- улица Слокас
- улица Баложу
- улица Алисес